# Caso Bibbiano
En 2019, Bibbiano es el escenario de un escándalo mediático sobre un caso relacionado con el abuso sexual de un menor. Inaugurado en agosto de 2018, luego de un aumento anormal en el número de niños "retirados" de sus padres, a menudo con el pretexto de una agresión sexual fabricada, que alertó a las autoridades policiales que decidieron abrir una investigación. La investigación condujo al arresto, el 27 de junio de 2019, de 18 personas, incluidos médicos, trabajadores sociales y políticos del Partido Demócrata. Se sospecha que han manipulado a niños para separarlos de sus padres y venderlos a familias de acogida, algunos de los cuales supuestamente abusaron sexualmente de ellos.  Este tipo de manipulación mental para que el niño repudie a su progenitor se denomina "Alienación Parental". En este caso se trata de alienación parental delictiva (usando tácticas ilegales), en modalidad institucional (ejercida por parte de una institución).

## Cargos
El 27 de junio, los agentes de policía de Reggio Emilia pusieron a seis personas bajo arresto domiciliario y notificaron a otras 10 personas sobre medidas cautelares en una investigación sobre el presunto tráfico de niños en el municipio de Bibbiano. La investigación, titulada "Ángeles y demonios", se refiere a un llamado sistema ilícito de gestión de menores en hogares de guarda que habría facilitado la manipulación del testimonio de los niños por parte de trabajadores sociales y psicólogos. En la orden del juez de investigación preliminar, Luca Ramponi indica que los sospechosos son acusados de varias maneras: fraude procesal, dirección equivocada, abuso infantil, falsificación de un acto público, violencia privada, intento de extorsión, abuso de potencia, uso y lesiones muy graves. Según la acusación, los funcionarios públicos, los trabajadores sociales y los psicólogos han participado en una organización criminal destinada a separar a los niños de familias en dificultades y confiarlos, por una tarifa, a familias de amigos o conocidos. 
El 3 de agosto de 2019, el alcalde del Partido Democrático Bibbiano, Andrea Carletti, fue confirmado bajo arresto domiciliario.

## Tratamiento de medios
Siguiendo lo que la población italiana sintió como un silencio mediático sobre el tema, los carteles florecieron en toda Italia con la mención Parlateci di Bibbiano ( "Cuéntanos sobre Bibbiano" ). A principios de agosto de 2019, los escaños del Partido Demócrata también fueron destrozados con este eslogan en Roma y Turín. Se hizo un paralelo con el caso de los demonios de la región de Baja Módena (también en Emilia-Romaña ), en la década de 1990. 
Estalló una controversia sobre la creación por el Partido Demócrata de una comisión regional de investigación en Emilia-Romaña sobre el escándalo de la custodia ilegal de niños, asumiendo la presidencia y los dos vicepresidentes de la M5 y la izquierda Italiano , mientras que el partido demócrata que tiene sus propios representantes involucrados en el escándalo no quería hablar de Bibbiano.

## Reacciones políticas

### Del Partido Demócrata
El senador Matteo Renzi del Partido Demócrata se ha pronunciado en contra de la recuperación política del caso. Según Romano Prodi, del Partido Demócrata, son los medios los que buscan la demonización y las reflexiones sobre la deriva de cierta sociedad moderna lo que es un problema.

### Hermanos de Italia
María Teresa Bellucci, diputada de Hermanos de Italia denunció el caso en el parlamento. Giorgia Meloni, presidenta de Hermanos de Italia y miembro del parlamento, se ha posicionado para una reacción muy fuerte de la justicia y la política contra los posibles culpables del abuso infantil.

### De la Liga del Norte
El Ministro del Interior, Matteo Salvini, de la Liga del Norte, solicitó la apertura de una comisión nacional de investigación sobre este tema. Alessandra Locatelli, Ministra de Asuntos de la Familia de la Liga Norte , también pidió el establecimiento de una comisión nacional de investigación sobre el trabajo de los hogares de cuidado infantil. El diputado Alessandro Morelli de la Liga del Norte también se ha posicionado sobre el tema al pedir la creación de una comisión parlamentaria sobre este tema.